# Lernagog
Lernagog (en arménien Լեռնագոգ) est une communauté rurale du marz d'Armavir, en Arménie. Elle compte 2 189 habitants en 2009.